# Tipula (Vestiplex) styligera
Tipula (Vestiplex) styligera is een tweevleugelige uit de familie langpootmuggen (Tipulidae). De soort komt voor in het Oriëntaals gebied.